# Clifford Bogin
Clifford Bogin  ( n. 1920) es un botánico estadounidense, especialista en la familia Alismataceae.

## Algunas publicaciones
- 1955. Revision of the genus Sagittaria (Alismataceae). Ed. New York Bot. Garden. 9: 179-233

- La abreviatura «Bogin» se emplea para indicar a Clifford Bogin como autoridad en la descripción y clasificación científica de los vegetales.[1]